# McLaren MP4-21
McLaren MP4-21  je vůz Formule 1 stáje Team McLaren Mercedes, který se zúčastnil mistrovství světa v roce 2006.

## McLaren
- Model: McLaren MP4-21
- Rok výroby: 2006
- Země původu: Velká Británie
- Konstruktér: Adrian Newey
- Debut v F1: Grand Prix Bahrajnu 2006

## Popis

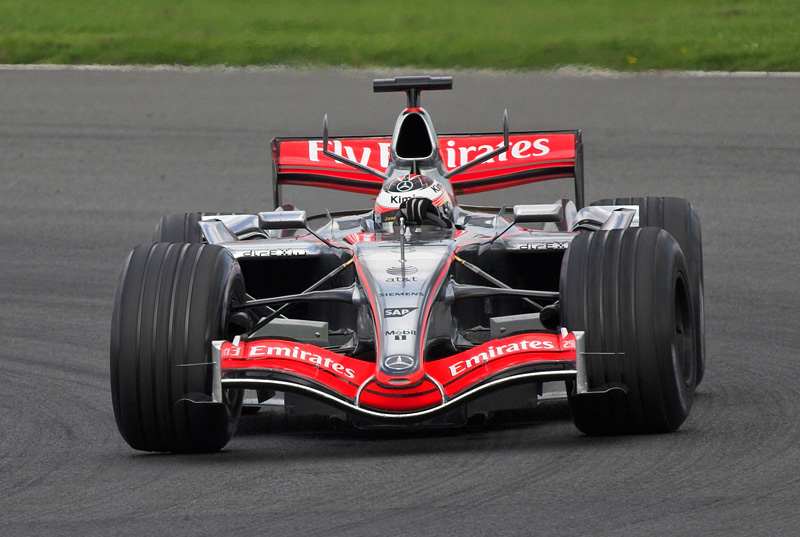
MP4-21 s jezdcem Kimi Räikkönenem.

Monopost MP4-21 zahájil sezónu v rukou zkušených pilotů Kimiho Räikkönena a Juana Pabla Montoyi, ale již po krátké době bylo zřejmé, že své cíle tento vůz nejspíše nesplní, neboť rychlostně velmi zaostával za svým předchůdcem. Největším problémem monopostu byl minimální vývoj oproti původní navržené verzi způsobený odchodem Adriana Neweye k tým Red Bull Racing. Sezóna 2006 se tak stala po deseti letech dalším rokem bez jediného vítězství stříbrných šípů. Nejlepším umístěním nového vozu byla druhá místa v Austrálii, Monaku, Itálii a Maďarsku. Po Grand Prix USA – kde jsme se stali svědky kuriózní nehody způsobené kolumbijským jezdcem – též přišel šok, když vedení týmu oznámilo nahrazení Juana Pabla testovacím jezdcem Pedrem de la Rosou.

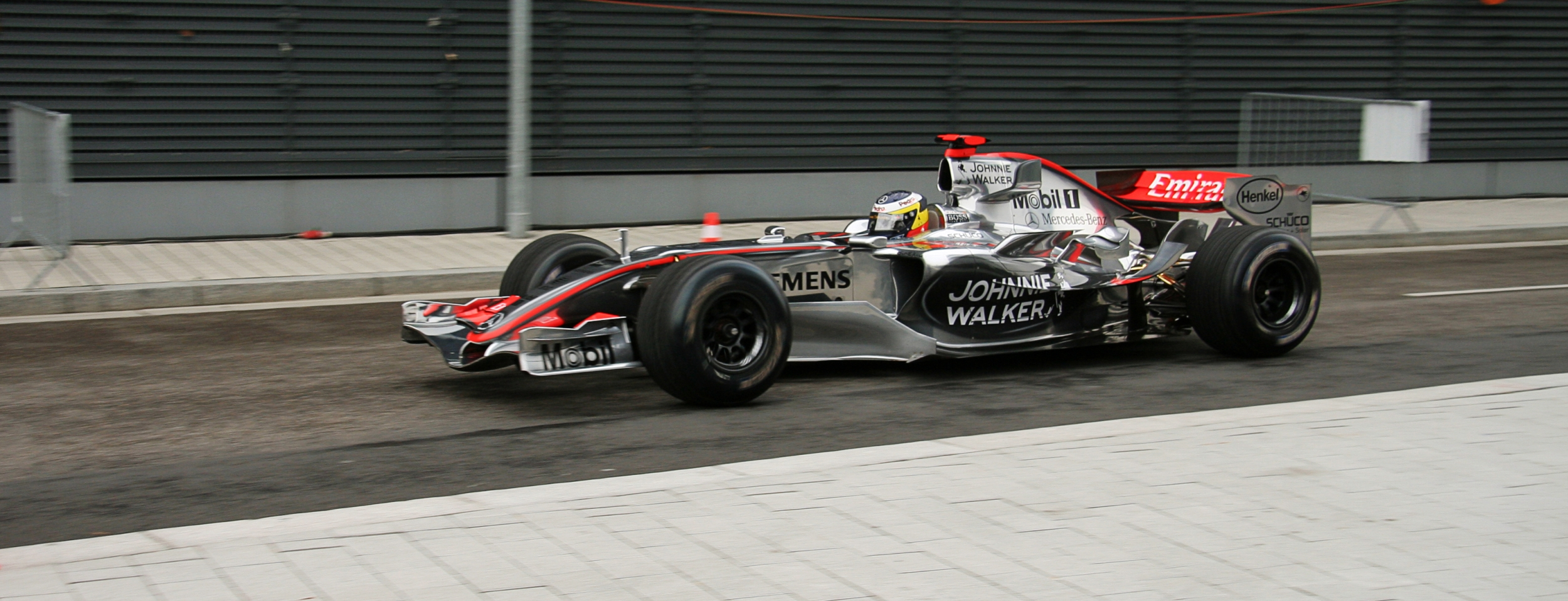
Pedro de la Rosa řídí MP4-21.

## Výsledky v sezoně 2006
| Legenda k tabulce | Legenda k tabulce                                                                       |
| Barva             | Výsledek                                                                                |
| ----------------- | --------------------------------------------------------------------------------------- |
| Zlatá             | Vítěz                                                                                   |
| Stříbrná          | 2. místo                                                                                |
| Bronzová          | 3. místo                                                                                |
| Zelená            | Bodované umístění                                                                       |
| Modrá             | Nebodované umístění                                                                     |
| Modrá             | Dokončil neklasifikován (NC)                                                            |
| Fialová           | Odstoupil (Ret)                                                                         |
| Červená           | Nekvalifikoval se (DNQ)                                                                 |
| Červená           | Nepředkvalifikoval se (DNPQ)                                                            |
| Černá             | Diskvalifikován (DSQ)                                                                   |
| Bílá              | Nestartoval (DNS)                                                                       |
| Bílá              | Závod zrušen (C)                                                                        |
| Světle modrá      | Pouze trénoval (PO)                                                                     |
| Světle modrá      | Páteční testovací jezdec (TD)                                                           |
| Bez barvy         | Netrénoval (DNP)                                                                        |
| Bez barvy         | Vyřazen (EX)                                                                            |
| Bez barvy         | Nepřijel (DNA)                                                                          |
| Bez barvy         | Odvolal účast (WD)                                                                      |
| Bez barvy         | Nezúčastnil se (prázdné)                                                                |
| Označení          | Význam                                                                                  |
| Tučnost           | Pole position                                                                           |
| Kurzíva           | Nejrychlejší kolo                                                                       |
| †                 | Jezdec nedojel do cíle, ale byl klasifikován, protože odjel více než 90 % délky závodu. |
| ‡                 | Byl udělován poloviční počet bodů, protože bylo odjeto méně než 75 % délky závodu.      |
| Horní index       | Umístění bodujících jezdců ve sprintu                                                   |

| Rok  | Šasi           | Motor                       | Pneu | No. | Jezdec     | 1   | 2   | 3   | 4   | 5   | 6   | 7   | 8   | 9   | 10  | 11  | 12  | 13  | 14  | 15  | 16  | 17  | 18  | Body | Umístění |
| ---- | -------------- | --------------------------- | ---- | --- | ---------- | --- | --- | --- | --- | --- | --- | --- | --- | --- | --- | --- | --- | --- | --- | --- | --- | --- | --- | ---- | -------- |
| 2006 | McLaren MP4-21 | Mercedes-Benz FO108S 2.4 V8 | M    |     |            | BAH | MAL | AUS | SMR | EUR | ESP | MON | GBR | CAN | USA | FRA | GER | HUN | TUR | ITA | CHN | JPN | BRA | 110  | 3.       |
| 2006 | McLaren MP4-21 | Mercedes-Benz FO108S 2.4 V8 | M    | 3   | Räikkönen  | 3   | Ret | 2   | 5   | 4   | 5   | Ret | 3   | 3   | Ret | 5   | 3   | Ret | Ret | 2   | Ret | 5   | 5   | 110  | 3.       |
| 2006 | McLaren MP4-21 | Mercedes-Benz FO108S 2.4 V8 | M    | 4   | Montoya    | 5   | 4   | Ret | 3   | Ret | Ret | 2   | 6   | Ret | Ret |     |     |     |     |     |     |     |     | 110  | 3.       |
| 2006 | McLaren MP4-21 | Mercedes-Benz FO108S 2.4 V8 | M    | 4   | de la Rosa |     |     |     |     |     |     |     |     |     |     | 7   | Ret | 2   | 5   | Ret | 5   | 11  | 8   | 110  | 3.       |